# Psel
Lo Psel (in ucraino Псeл?; in russo Псёл?, Psël) è un fiume dell'Ucraina affluente di sinistra del Dnepr che scorre attraverso la Russia e l'Ucraina. È lungo 717 km e ha un bacino idrografico di 22800 km². La riva destra è alta e ripida, a differenza della sinistra è più bassa. Il fiume è ghiacciato in media dalla fine di novembre fino alla metà di marzo.

## Affluenti
- destra: Sudža, Hrun', e Chorol
- sinistra: Ljuten'ka, Hrun'-Tašan', Hovtva

## Città attraversate
- Sumy - oblast' di Sumy, Ucraina
- Obojan' - oblast' di Kursk, Russia
- Hadjač - oblast' di Poltava, Ucraina